# Rhabdophis
Rhabdophis – rodzaj węży z podrodziny zaskrońcowatych (Natricinae) w rodzinie połozowatych (Colubridae).

## Zasięg występowania
Rodzaj obejmuje gatunki występujące w Azji (Rosja, Chiny, Tajwan, Korea Północna, Korea Południowa, Japonia, Indie, Sri Lanka, Nepal, Bhutan, Bangladesz, Mjanma, Laos, Wietnam, Kambodża, Tajlandia, Malezja, Singapur, Filipiny, Brunei i Indonezja).

## Systematyka

### Etymologia
- Rhabdophis: gr. ῥαβδος rhabdos „kij, laska, gałąź”[10]; οφις ophis, οφεως opheōs „wąż”[11].
- Steirophis: gr. στειρα steira „przednia część kilu”[12]; οφις ophis, οφεως opheōs „wąż”[11]. Gatunek typowy: Tropidonotus chrysargos Schlegel, 1837.
- Bothrodytes: gr. βοθρος bothros „otwór, dziura”[13]; δυτης dutēs „nurek”, od δυω duō „zanurzać się”[14]. Gatunek typowy: Tropidonotus subminiatus Schlegel, 1837.
- Macropisthodon: gr. μακρος makros „długi”[15]; οπισθεν opisthen „z tyłu, w tyle”[11]; οδους odous, οδοντος odontos „ząb”[16]. Gatunek typowy: Amphiesma flaviceps A.M.C. Duméril, Bibron & A.H.A. Duméril, 1854.
- Pseudagkistrodon: gr. ψευδος pseudos „fałszywy”[17]; rodzaj Agkistrodon Palisot de Beauvois, 1799. Gatunek typowy: Pseudagkistrodon carinatus Van Denburgh, 1909 (= Macropisthodon rudis Boulenger, 1906).
- Balanophis: gr. βαλανος balanos „żołądź”[18]; οφις ophis, οφεως opheōs „wąż”[11]. Gatunek typowy: Tropidonotus chrysargus var. ceylonensis Günther, 1858.
- Nuchisulcophis: łac. nuchus „szyja, kark”[19]; sulcus „bruzda, rowek”[20]; gr. οφις ophis, οφεως opheōs „wąż”[11]. Gatunek typowy: Tropidonotus nuchalis Boulenger, 1891.

### Podział systematyczny
Do rodzaju należą następujące gatunki:

- Rhabdophis adleri Zhao, 1997
- Rhabdophis akraios Doria, Petri, Bellati, Tiso & Pistarino, 2013
- Rhabdophis angeli (Bourret, 1934)
- Rhabdophis auriculatus (Günther, 1858)
- Rhabdophis barbouri (Taylor, 1922)
- Rhabdophis bindi Das, E.N. Smith, Sidik, Sarker, Boruah, N.G. Patel, Murthy & Deepak, 2021
- Rhabdophis callichroma (Bourret, 1934)
- Rhabdophis callistus (Günther, 1873)
- Rhabdophis ceylonensis (Günther, 1858)
- Rhabdophis chiwen Z. Chen, Ding, Q. Chen & Piao, 2020
- Rhabdophis chrysargoides (Günther, 1858)
- Rhabdophis chrysargos (Schlegel, 1837)
- Rhabdophis confusus David & G. Vogel, 2021
- Rhabdophis conspicillatus (Günther, 1872)
- Rhabdophis flaviceps (A.M.C. Duméril, Bibron & A.H.A. Duméril, 1854)
- Rhabdophis formosanus (Maki, 1931)
- Rhabdophis guangdongensis Zhu, Wang, Takeuchi & Zhao, 2014
- Rhabdophis helleri (Schmidt, 1925)
- Rhabdophis himalayanus (Günther, 1864)
- Rhabdophis hmongorum (Kane, Tapley, La & Nguyen, 2023)
- Rhabdophis kaiyuanensis Liu, Lyu, Zeng &Guo, 2023
- Rhabdophis lateralis (Berthold, 1859)
- Rhabdophis leonardi (Wall, 1923)
- Rhabdophis lineatus (W. Peters, 1861)
- Rhabdophis murudensis (M.A. Smith, 1925)
- Rhabdophis nigrocinctus (Blyth, 1856)
- Rhabdophis nuchalis (Boulenger, 1891)
- Rhabdophis pentasupralabialis Jiang & Zhao, 1983
- Rhabdophis plumbicolor (Cantor, 1839)
- Rhabdophis rhodomelas (H. Boie, 1827) – szorstkogrzbiet niebieskoszyi[21]
- Rhabdophis siamensis (Mell, 1931)
- Rhabdophis subminiatus (Schlegel, 1837)  – szorstkogrzbiet czerwonoszyi[21]
- Rhabdophis swinhonis (Günther, 1868)
- Rhabdophis tigrinus (H. Boie, 1826) – zaskroniec tygrysi